# Giorgi Cincadze
Giorgi Cincadze (gruz. გიორგი ცინცაძე; ur. 7 lutego 1986 w Tbilisi) – gruziński koszykarz grający na pozycji rozgrywającego, aktualnie zawodnik Al Shamal Doha.
W sezonie 2009/2010 bronił barw Trefla Sopot.
13 lipca 2019 przedłużył umowę z katarskim Al Shamal Doha.

## Osiągnięcia
Stan na 14 lipca 2019, na podstawie o ile nie zaznaczono inaczej.

### Drużynowe
- Mistrz:
  - Eurocup (2006)
  - Rosji (2004)
  - Estonii (2007, 2008)
  - Ukrainy (2013)
  - Gruzji (2015)
  - Kataru (2019)
- Wicemistrz:
  - Estonii (2011)
  - Gruzji (2017)
- Brąz Euroligi (2004)
- 4. miejsce w Eurocup (2008)
- Zdobywca pucharu:
  - Ligi Bałtyckiej – BBL Cup (2011)
  - Estonii (2011)
  - Gruzji (2017)
- Finalista pucharu:
  - Rosji (2004)
  - Estonii (2007, 2008)
  - Superpucharu Gruzji (2016)

### Indywidualne
(* – nagrody przyznane przez portal asia-basket.com)
- MVP ligi estońskiej (2009)
- Zaliczony do składu honorable mention ligi katarskiej (2019)*
- Uczestnik meczu gwiazd:
  - Eurochallenge 2008
  - Ligi Bałtyckiej (2008)
  - ligi gruzińskiej (2012)
- Lider w asystach:
  - Ligi Bałtyckiej (2009)
  - ligi estońskiej (2008 – 4,62, 2009 – 4,2)[5]

### Reprezentacja
Seniorów
- Uczestnik:
  - mistrzostw Europy:
    - 2011 – 11. miejsce, 2013 – 17. miejsce, 2015 – 15. miejsce
    - dywizji B (2005, 2007, 2009)

  - kwalifikacji do Eurobasketu (2012, 2014, 2016)

Młodzieżowe
- Mistrz Europy U–20 dywizji B (2006)
- Uczestnik mistrzostw Europy:
  -     - U–20 dywizji B (2005 – 4. miejsce, 2006)
    - U–18 (2004 – 11. miejsce)